# Флора древнегреческой мифологии
Изучению растительного кода мифа и связанных с ним систем классификации посвящена большая литература. В нижеследующем перечне систематизированы данные греческой литературы, относящиеся не только к грекам, но и к другим народам.

## Деревья
- Боярышник. Его ветки сжигали на алтарях Гименея, а цветы украшали невесту[2].
- Бук. Из киторского бука был сделан ткацкий челнок Афины.
- Вяз.
  - Вязом стала гесперида Эрифея.
  - Птелея (вяз) — одна из гамадриад.
  - Вязы росли на могиле Протесилая.
  - На вязе повис кентавр Диктис.
- Ель (элате).
  - На ель забрался Пенфей, но вакханки вырвали её с корнями. Из этой ели были сделаны изображения Диониса.
  - В елей превратились две девушки, раскрывшие секрет Дриопы.
  - Из елей были сделаны корабли Париса.
- Под диким земляничным деревом был воспитан Гермес.
- Ива. Связана с женскими божествами.
  - Гера родилась под ивой на Самосе.
  - В иву превратилась гесперида Эгла.
  - С ивой связан эпитет Артемиды Лигодесмы. Астрабак нашёл в кусте ив статую Артемиды.
  - Ива изображена в роще Персефоны на картине Полигнота (см. Прочие: Промедонт).
- Кедр.
  - Статуя Аполлона Исмения в Фивах из кедрового дерева.
  - Во дворце Латина стояла статуя Итала из кедра.
- Кизил.
  - Крания (кизил) — одна из гамадриад.
  - Из коры кизила был сделан Гордиев узел.
  - Из кизиловых деревьев был построен Троянский конь.
- Кипарис.
  - Им стал герой Кипарис.
  - Он посвящён Алкмеону.
  - В кипарисовой роще змея укусила Офельта.
  - Из кипарисового дерева были сделаны палица Геракла, скипетр Зевса, стрелы Эрота[3].
- Клён. Из него (по версии) сделан Троянский конь.
- Липа.
  - Липой (филирой) стала океанида Филира.
  - Ей стала Бавкида из Фригии.
- Миндаль.
  - В него превратилась Филлида, от неё получили название листья (филла).
  - Порождён Агдистисом, от его плода Нана зачала Аттиса.
- Мирра. В дерево смирну превратилась Мирра (Смирна).
- Можжевельник. В храме Артемиды в Сагунте были балки из можжевельника.
- Омела[4]. Её приносит в жертву Персефоне Эней.
- Ольха. Геракл взобрался на ствол ольхи и достиг Эрифии.
- Пальма.
  - Пальмовым венком увенчивались на Делосе победители состязаний в честь Аполлона.
  - С пальмовой ветвью изображался Иасий (сын Элевтера).
  - На пальмовых листьях был написан дневник Диктиса Критского.
- Платан.
  - С ним связано чудо в Авлиде (см. Калхант).
  - Под платаном или в ветвях платана Зевс возлежал с Европой.
  - Под платаном жила Лернейская гидра.
  - Под платаном в Апулии была могила Диомеда.
  - Менелай посадил платан у горы Кафий в Аркадии.
- Смоковница.
  - Дионис срезал ветвь смоковницы и сел на неё (см. Просимн).
  - Сика (смоква) — одна из гамадриад.
  - Сикей — один из титанов, которого Гея превратила в смоковницу (см. Малая Азия в древнегреческой мифологии).
  - По версии, муравьи, ставшие мирмидонянами, ползали на фиговом дереве.
  - Ворон был послан Аполлоном за водой, но задержался, чтобы съесть фиги.
  - Отросток смоквы Деметра дала Фиталу.
  - Ромул выкормлен под руминальской смоковницей.
- Сосна.
  - Корабль Арго был построен из сосны с Пелиона.
  - Из сосен Иды были построены корабли троянцев.
  - Сосной стал Аттис. По другой версии, сосна раздавила охотника Аттиса. Сосну связывали с мистериями Аттиса[5].
  - На кургане Гериона росли деревья — помесь сосны с пинией.
  - Кенея стволами сосен загнали в землю.
  - На сосне Аполлон подвесил Марсия.
  - Синид привязывал путников к соснам и разрывал их.
  - Тирс Диониса был увенчан сосновой шишкой.
  - Певка («пихта, сосна») — остров на Истре, названный по имени нимфы (см. Скифия и Кавказ в древнегреческой мифологии).
  - Питида («сосна») — нимфа, возлюбленная Пана.
  - Питиусса («сосновый») — название Саламина.
- Тис. Им стала Смилака (см. Прочие).
- Тополь.
  - Ими стали Гелиады.
  - Тополем стала Гесперия.
  - Им стала Дриопа, возлюбленная Аполлона.
  - Геракл был увенчан листвой тополя, победив Кербера.
  - Посейдон временно сделал офрийских нимф тополями.
  - Эгера (тополь) — одна из гамадриад.
- Шелковица (тутовое дерево).
  - Одна из гамадриад — Морея (шелковица).
  - Полиид сравнил с ней телёнка из стада Миноса.
- Ююба (сирийский боб).
  - В него (по версии) превратилась Лотида.
- Ясень[6].
  - Первое поколение людей возникло из ясеней.
  - Нимфы ясеня — мелии.
  - Из ясеня было сделано копьё Пелия, подаренное ему Хироном.

### Дубы
Превращения (редки собственно в Греции):
- Дубом стал Филемон.
- Дионис превратил в дубы эдониек, убивших Орфея.
- Вифинец, отец Паребия, срубил дуб, где жила гамадриада (см. Малая Азия в древнегреческой мифологии).
- Нимфа дуба стала возлюбленной Ройка, но потом разгневалась (см. Прочие).
- Эрисихтон (сын Триопа) срубил дуб (или тополь), из которого заструилась кровь дриады.
- От имени нимфы дуба Тифореи назван город (см. Мифы Фокиды).

Дуб связан с громовержцем.
- У дуба дракон из Колхиды сторожил золотое руно.
- Зевсу был посвящён крылатый дуб, на который было наброшено покрывало.
- Дуб в Додоне. Его пророки — селлы.
- Часть корабля Арго была сделана из древесины дуба в Додоне.
- Под дубом повесилась Библида, превратившись в ручей.
- У дуба стояла деревянная статуя Артемиды в Эфесе.
- Диоскуры прятались в дупле дуба.
- У дуба ползали муравьи, которые стали мирмидонянами.
- Дубовая роща в Сикионе посвящена Евменидам.
- Дубовые листья первоначально были наградой на Пифийских играх.

### Оливы
- Дикая маслина. Геракл идейский привез её к эллинам из страны гипербореев.
- За дикую маслину зацепились вожжи Ипполита, и он погиб.
- Знаменита маслина на Делосе. Держась за ней, Лето родила детей.
- Росток оливы вырастила Афина. Она росла в афинском Пандросии.
- Афинскую священную оливу пытался срубить Галиррофий, но неудачно.
- Олива в роще Микен. К ней была привязана корова Ио.
- Дикая маслина росла на могиле Идмона, где была основана Гераклея Понтийская.
- Посохом из оливы Тлеполем убил Ликимния.
- Золотая олива Пигмалиона хранилась в Гадирах.
- Эпитет Зевса — Морий.
- Известна также нимфа Мория (Мифы Аттики).
- Апулийский пастух оскорбил нимф близ Певкетейского залива и превратился в дикую маслину (см. Мифы Италии).
- Перед храмом в Сикионе по молитве Эпопея потёк ручей оливкового масла.
- Персонификация оливковой ветви в ритуалах — Эфрейсона.

### Разные деревья
- Гамадриада Сагаритида, возлюбленная Аттиса, погибла вместе с деревом (см. Малая Азия в древнегреческой мифологии).
- Дерево рододафне — выросло на могиле Амика (согласно Птолемею Гефестиону).
- В дерево превращена нимфа Аканфа (либо Аканф) (см. Прочие).
- Деревьями стали Геспериды.
- По версии, куреты и корибанты возникли из деревьев.
- Мессапские юноши превращены нимфами в деревья (см. Мифы Италии).
- На Родосе Елену повесили на дереве.
- Клита (жена Кизика) повесилась на дереве.
- Эригона (дочь Икария) повесилась на дереве.

Нимфы деревьев — адриады.
В текстах неоднократно упомянуты священные рощи.

### Плоды
- Гранаты.
  - Возникли из капель крови старшего Диониса.
  - Его зерна проглотила Персефона.
  - Гранатовое дерево выросло на могиле Менекея (сына Креонта).
- Груша.
  - Первые аргивяне при Инахе питались дикими грушами.
  - Из грушевого дерева Арг (сын Арестора) изготовил ксоан Геры в Тиринфе. Его унес Пирант.
  - Охна («груша») — влюблена в Евноста (Мифы Беотии).
- Жёлудь.
  - Одна из гамадриад — Балана (жёлудь).
  - Пеласг (сын Геи) научил людей питаться желудями.
- Орех. Одна из гамадриад — Кария (орех).
- Смоквы. Диониса в благодарность за них называют Милихий.
- Яблоки.
  - Яблоки Гесперид.
    - По версии, находятся у гипербореев.
    - Три яблока Атлант отдал Гераклу.
    - Три яблока получил от Афродиты Меланион.
    - Геспериды наполнили яблоками Рог Амалфеи.
    - Эрида бросила одно из яблок трём богиням: Яблоко раздора.

  - Яблоко с надписью Гермохар подбросил Ктесилле, а Аконтий — Кидиппе.

## Растения

### Цветы
- Анемон. Цветок, которым стал Адонис (либо возник из слез Афродиты). См. также Сады Адониса.
- Асфодель. Цветы, растущие на полях в подземном мире, по которым блуждали тени умерших, не совершивших преступлений.
- Гелиотроп. Этим цветком стала Клития, возлюбленная Гелиоса (см. Иран и Индия).
- Гиацинт.
  - Им стал Гиацинт.
  - Под гиацинтами Леда нашла яйцо.
  - В похожий на гиацинт цветок превратился Эант Теламонид.
- Лавр.
  - В лавр превратилась Дафна, преследуемая Аполлоном.
  - Дафнис родился в роще, где растут лавры.
  - В Фивах были дафнофоры (см. Геракл).
  - Бранх спас милетских детей, покрыв им головы лавром.
  - Ветви лавра приносили в Дельфы из Темпейской долины.
  - Из лавра был построен первый храм в Дельфах.
  - С ним связывали также Гестию.
  - Лавровую ветвь эсак держат в руках исполняющие гимны богам.
- Лилии.
  - Персефона была похищена, когда собирала лилии.
  - Лилии возникли из капель молока Геры[8].
- Лотос[9].
  - См. Лотофаги (лотос — либо цветок, либо дерево).
  - В лотосовом челне Гелиоса совершает путешествие Геракл.
  - В лотос превратилась нимфа Лотида.
  - По Овидию, лотосовым деревом стала Дриопа.
  - Геракл нашёл цветок и исцелился от укусов Лернейской гидры.
- Мирт.
  - Его любит Афродита.
  - Пелоп посвятил статую Афродиты из миртового дерева.
  - Федра прокалывала ветви миртового дерева, глядя на Ипполита.
  - Ветка мирта замедлила бег Бритомартиды, спасавшейся от Миноса.
  - В храмы Бона Деа нельзя вносить мирт, так как её забили миртовыми розгами.
- Нарцисс. Им стал Нарцисс (мифология).
- Розы[10].
  - Росла на Елисейских полях.
  - Возникли из крови Адониса (или крови Афродиты, искавшей Адониса). Их любит Афродита.
  - Шипы — это стрелы Эрота, либо созданы Дионисом.

Прочие:
- В некий цветок Артемида превратила Амаранфа с Евбеи.
- Получив «цветок с Оленских полей», Гера родила Ареса без мужа.
- Из цветка, выросшего на Кавказе из крови Прометея, была сделана мазь, которую Медея дала Ясону.

### Травы
- Аконит (трава). Выросла из пены от пасти Цербера.
- Майоран (трава). Ей стал Амарак.
- Микон. Трава, посвящённая Аполлону и Артемиде.
- Моли (трава). Она помогла Одиссею (см. Западное Средиземноморье в древнегреческой мифологии).
- Папоротник. Из него (по версии) построен второй храм в Дельфах.
- Сельдерей.
  - У источника, где рос сельдерей, змея укусила Офельта.
  - Вырос из крови брата, убитого корибантами.
- Спаржа. Перигуна укрылась в зарослях стебы и дикой спаржи от Тесея.
- Тростник.
  - В стебле тростника (нарфекс) Прометей похитил огонь.
  - В него превратился Каламос (см. Малая Азия в древнегреческой мифологии).
  - В болотный тростник превратилась нимфа Сиринга.
- Раг (брат Гиакинфа) превращен в сорную траву (см. Балканы в древнегреческой мифологии).
- Именем Астерия называют траву, из которой плетут венки для Геры.
- Главк Морской съел некую траву и стал морским божеством.

### Другие растения
- Латук.
  - В нём Афродита прятала труп Адониса.
  - В листьях латука Афродита спрятала Фаона.
  - По версии, Гера родила Гебу от латука.
- Лук. За лук хватался питомец Исиды Диктис, но упал в реку и утонул.
- Мак[11].
  - В мак превратился герой Мекон.
  - Цветы мака возникли при блужданиях Деметры.
  - Соком мака Деметра напоила Триптолема.
  - Мак — атрибут Гипноса.
- Мята.
  - Кора превратила в неё нимфу Минфу.
  - Мята использовалась в приготовлении кикеона.
- Плющ.
  - Его ветками была укрыта колыбель Диониса.
  - Плющом стал сатир Киссос (см. Дионис).
- Репа. Её захотела Лето во время беременности.
- Фимиам. Левкофея (дочь Орхама) стала благовонным растением, содержащей фимиам.
- Шафран. В него превратился Кротон (или Крокус) (см. Прочие).
- Шиповник, называемый собачьей колючкой. О него уколол ногу Локр согласно оракулу.
- Чеснок. Его посеял Алкафой (сын Пелопа).
- В некое растение превратилась вакханка Амвросия.
- Кандил (кандавл) — лидийское блюдо.
- Карпос («плод») — герой.
- Янтарь. Возник из слез Аполлона.

## Грибы
- - В Эфире людей породили дождевые грибы (см. Мифы Коринфа).
  - Рост грибов связывался с ударом грома[12].
  - Персей нашел гриб (микес) и основал Микены.

## Пища
- Бобы. От их употребления воздерживался Амфиарай.
- Аристей научился заквашивать молоко, изготовлять ульи, выращивать маслину.
- Кикеон. Напиток Деметры.
- Деметра дала семена стручковых растений Дамифалу и Трисавлу из Аркадии.
- Жрица Афины Полиады не ест аттический сыр.
- Соль. Одиссей сеял ей пашню, притворяясь безумным.
- Цикута. Её выпила Сфенебея.

Энотрофы (Элаида — «масло», Спермо — «семя», Ойно — «вино») могли творить из земли масло, злаки и вино.

### Зерно
Зерно:
- Деметра подарила Иасиону урожай пшеницы.
- Деметра дала семена для посева Евбулею (из Элевсина) и Триптолему.
- Зерно для посева Евмел из Ахайи получил от Триптолема.
- Хрисантида из Аргоса получила семена от Деметры (см. Мифы Арголиды).
- Сито («хлебодарная») — эпитет Деметры.
- Царь Аргос (сын Зевса) привез из Ливии пшеницу.
- В Аркадии Аркад ввел хлебопашество.
- Ряд божеств были связаны с хлебом, например в Беотии Мегаларт («сверхкаравай») и Мегаломазд («Сверхлепешка»).
- В гимнах почитался Иул — демон снопа.
- Милет сын Лелега изобрел мельницы.
- Ино прожгла семена и вызвала неурожай.

### Вино
Происхождение вина:
- Виноград вырос из куска дерева, рожденного собакой Оресфея.
- Виноградной лозой стал Ампел.
- Ампела — одна из гамадриад.
- В гроздь винограда превращен Стафил, царь Ассирии (см. Ближний Восток в древнегреческой мифологии).
- Вино и «пиво» изобрел Дионис.
- Вино впервые приготовили сатиры.
- Энопион научил разводить виноградную лозу (на Хиосе).
- Этолиец Ойней первым получил лозу в дар от Диониса.
- Пастух Ойнея Стафил увидел козла, поедающего виноград, и смешал сок с вином (см. Мифы Этолии).
- Икарий (из Аттики) угостил вином пастухов.
- Амфиктион первым разбавил вино водой. Деметру почитали под именем Амфиктиониды.
- Мелампод впервые смешал вино с водой.
- Керас в Италии впервые смешал вино с водой (Мифы Италии).

Другие мотивы:
- Дионис превратил паруса корабля тирренов в листья винограда.
- С вином связаны Агатодемон, Акрат, Акратопот.
- Анфас и Гиперет — их именами трезенцы называли сорта винограда.
- Золотую виноградную лозу дал Зевс Лаомедонту в возмещение за Ганимеда.
- Золотая виноградная ветвь — примета рождения Евнея (сына Ясона).
- За виноградную лозу зацепился Телеф и был ранен.
- Мидас подмешал вино в источник и поймал Силена.
- О смешивании крови с вином — Демофонт (царь Элеунта).
- Ликург (сын Дрианта) пытался срубить виноградную лозу, но впал в безумие.
- Силей заставлял путников вскапывать его виноградник. Геракл убил его.
- Из виноградной лозы была изготовлена статуя бога Тина.
- В бочке с вином утонул Пиас, царь пеласгов (см. Троада в древнегреческой мифологии).
- Вином из Исмара Одиссей напоил Полифема (см. Марон).
- Пифос с вином Дионис вручил кентаврам для Геракла (см. Фол).

Есть ряд мифов, связанных с последствиями пьянства.
См. также:
- Кагаров Е. К. Культ фетишей, растений и животных в Древней Греции. СПб, 1913.
- Фауна древнегреческой мифологии